# Fausto Zonaro
Fausto Zonaro (Masi, 18 settembre 1854 – Sanremo, 19 luglio 1929) è stato un pittore italiano.

## Biografia
Primo dei sei figli del muratore Maurizio Zonaro e di Elisabetta Bertoncin, manifesta fin da piccolo buone doti nel disegno e viene perciò mandato dai genitori a studiare nell'Istituto Tecnico della città di Lendinara; in seguito studierà presso l'Accademia Cignaroli di Verona diretta da Napoleone Nani: suoi compagni di studio saranno futuri importanti pittori quali Giacomo Favretto, Alessandro Milesi, Angelo Dall'Oca Bianca. Compiuto il servizio militare a Cividale del Friuli, grazie all'aiuto di sensibili mecenati quali Stefania Etzerodt Omboni potrà iscriversi all'Accademia di Belle Arti di Roma. 
Apre quindi una piccola scuola di pittura a Venezia, ma la sua attività lo porta spesso a recarsi anche a Napoli. Fra le più importanti realizzazioni di questo periodo, particolare rilievo ha per l'appunto un ciclo di circa trenta pastelli con vedute di Napoli e dei dintorni acquistato dal duca Paolo Camerini per la sua villa, ora Villa Simes-Contarini, di Piazzola sul Brenta (trafugati la notte tra il 4 e il 5 luglio 1994 e mai ritrovati) e il quadro 'O pazzeriello (Il banditore) acquistato sempre dal duca Camerini per 12000 lire. 
La svolta nella carriera di Fausto Zonaro avviene però nel 1891 quando, insieme ad Elisabetta Pante, sua ex allieva a Venezia, a seguito della lettura di Costantinopoli di Edmondo De Amicis, decide di avventurarsi in Oriente, nell'allora Costantinopoli. In realtà, sarà Elisabetta a precederlo di pochi mesi nella grande Capitale ottomana; quando Zonaro vi giungerà a bordo del Simeto della Navigazione Generale Italiana, sarà lei, che nel frattempo aveva preso a dare lezione di italiano e di disegno, a fornirgli i primi contatti con l'Ambasciata Italiana e altre istituzioni locali.

Qui, poco a poco riesce a farsi conoscere negli ambienti aristocratici, ottenendo commesse sempre più importanti fino a quando, nel 1896, viene nominato Pittore di Corte grazie ai buoni uffici dell'ambasciatore russo, Alexandr Nelidov, per il quale aveva realizzato alcuni dipinti e che presenta al sultano Abdul-Hamid II l'opera Il reggimento imperiale di Ertugrul sul ponte di Galata, da questi immediatamente acquistata. Il sultano ordina a Zonaro una serie di altre opere, in particolare una serie di quadri sull'epopea di Maometto II e un quadro sulla recente guerra turco-greca del 1896, opera che frutterà a Zonaro una palazzina ad Akaretler dono del Sultano. Zonaro trasformerà la sua dimora in una Galleria di quadri aperta a tutta la cittadinanza e che, nel corso degli anni sarà visitata da importantissime personalità quali i principi d'Italia Vittorio Emanuele III di Savoia ed Elena del Montenegro, il conte di Torino, la marchesa e il marchese di Rudinì, Winston Churcill, David Lloyd George, Ettore Ferrari, Ermete Novelli, Ermete Zacconi, l'astronomo francese Camille Flammarion, lo scrittore francese Adolphe Thalasso. 
Nel frattempo, dal matrimonio avvenuto a Costantinopoli, nella chiesa di Saint Esprit, nascono 5 figli:
- Fausto (Costantinopoli 1891 - Francia 1915) morto volontario[non chiaro] nella Prima Guerra Mondiale
- Maria (Costantinopoli 189? - Costantinopoli 189?) vissuta solo due anni
- Maurizio (Costantinopoli 1898 - Milano 1975)
- Jolanda (Costantinopoli 1901 - Ospedaletti Ligure 1922)
- Mafalda (Costantinopoli 1903 - Firenze 1996)

Fausto Zonaro, ultimo pittore della corte imperiale di Costantinopoli, rimane nella Città d'Oro fino al 1910, anno in cui rientra in Italia a seguito del colpo di Stato che depone il sultano Abdul-Hamid.  Si stabilisce allora a Sanremo e continua a dipingere piccole vedute della Riviera ligure e della vicina Costa Azzurra. A Sanremo Zonaro fu accolto con grande entusiasmo. Una clientela anche orientale gli continuò a commissionare ritratti e soggetti d'oriente che traeva dagli innumerevoli disegni portati in patria. Continuò a dipingere fino alla morte, avvenuta nel 1929. È sepolto nel cimitero della Foce a Sanremo. Elisabetta Pante morirà invece a Firenze nel 1946 ed è seppellita nel cimitero delle Porte Sante.
Molte delle opere di Fausto Zonaro sono tuttora conservate nei più importanti musei di Istanbul, tra cui il Topkapi, il Palazzo Imperiale di Dolmabahçe e il Museo Militare. Altre opere sono conservate alla Galleria degli Uffizi e alla Galleria di Arte Moderna di Palazzo Pitti a Firenze, alla Galleria di Arte Moderna di Milano, al Museo Civico di Padova.

## Opere di Fausto Zonaro

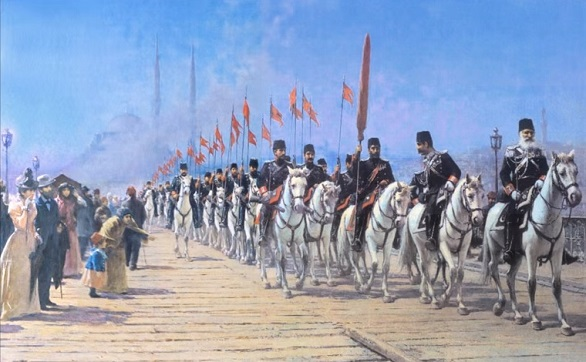
Reggimento di Ertugrul sul ponte di Galata (1901).
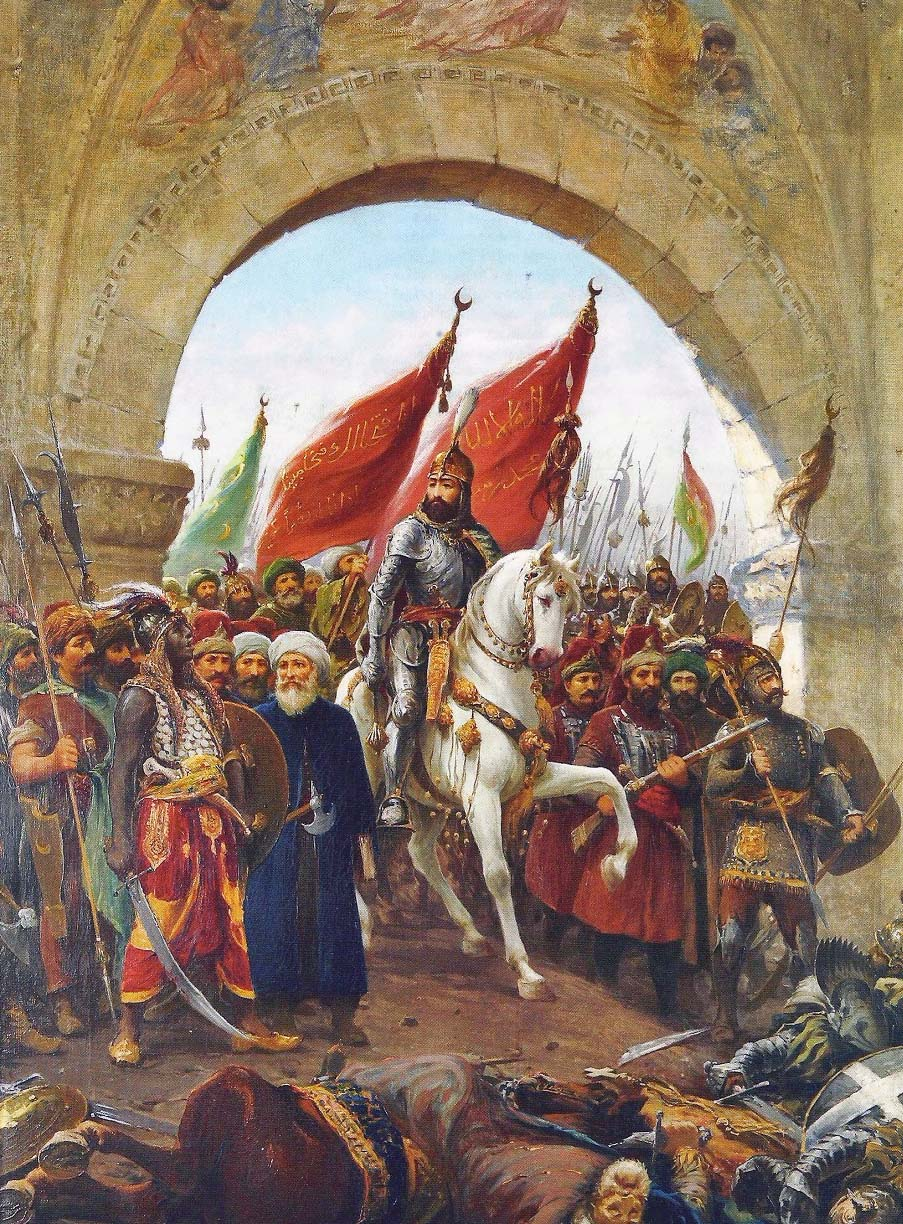
Maometto II entra a Costantinopoli.
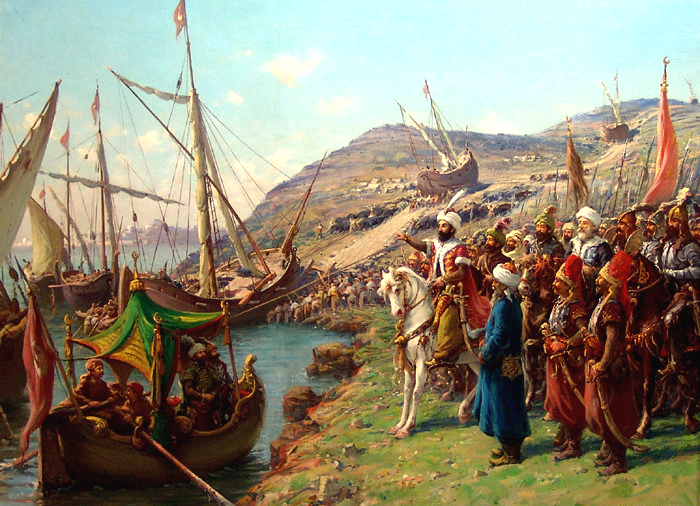
Maometto II all'assedio di Costantinopoli.
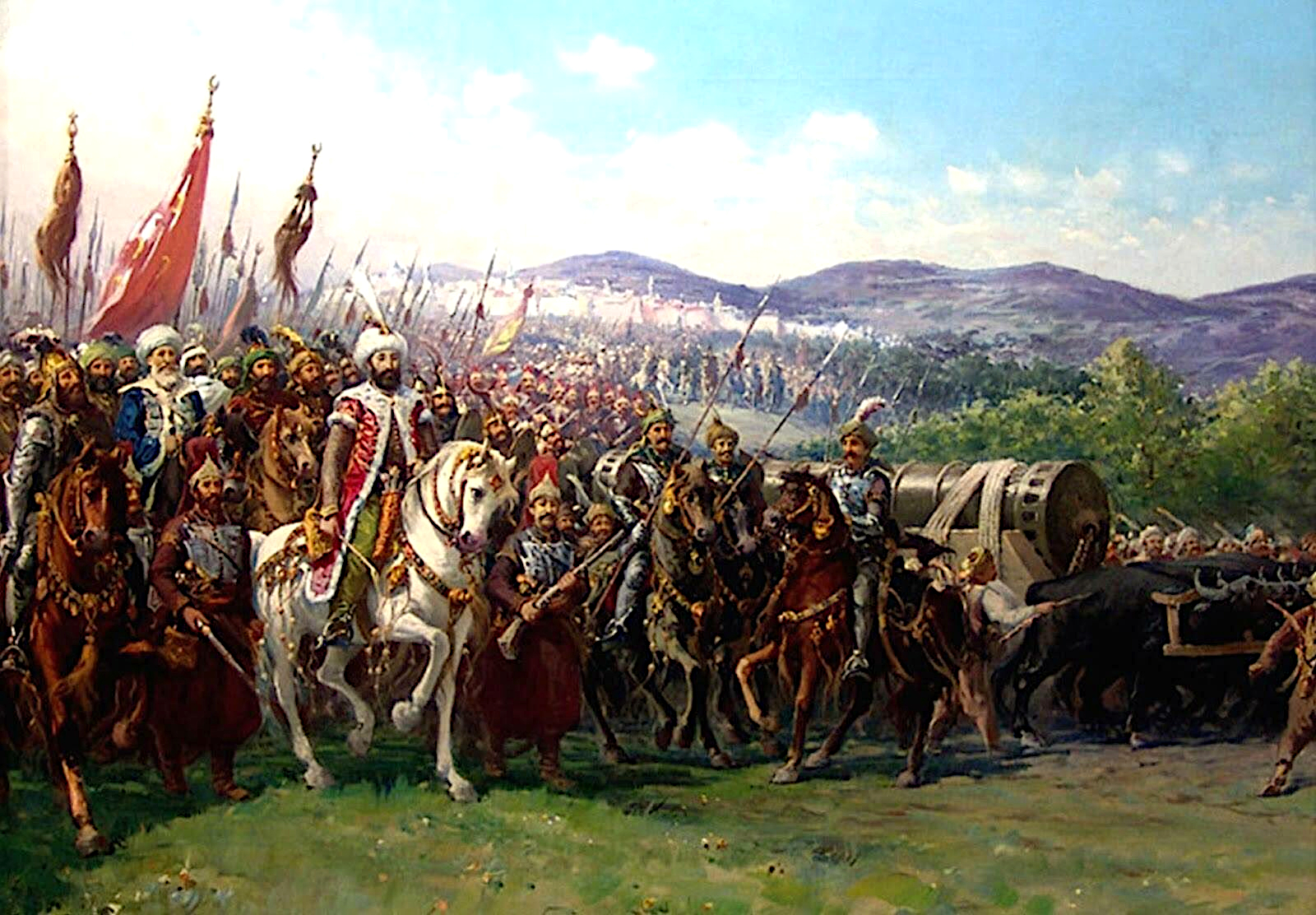
Maometto II si dirige a Costantinopoli.
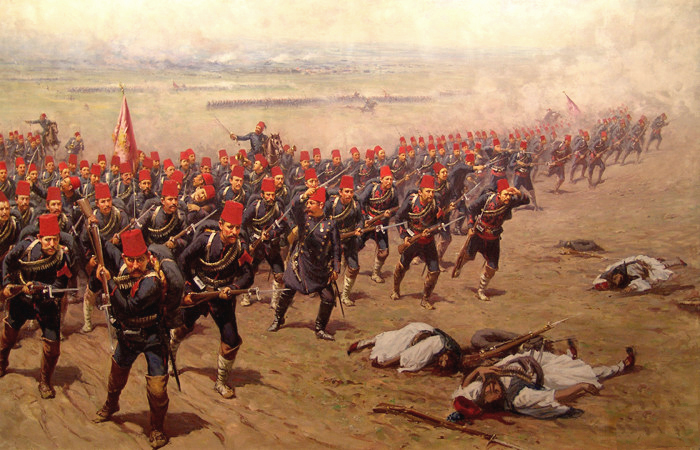
Guerra greco-turca - L'attacco (1897).
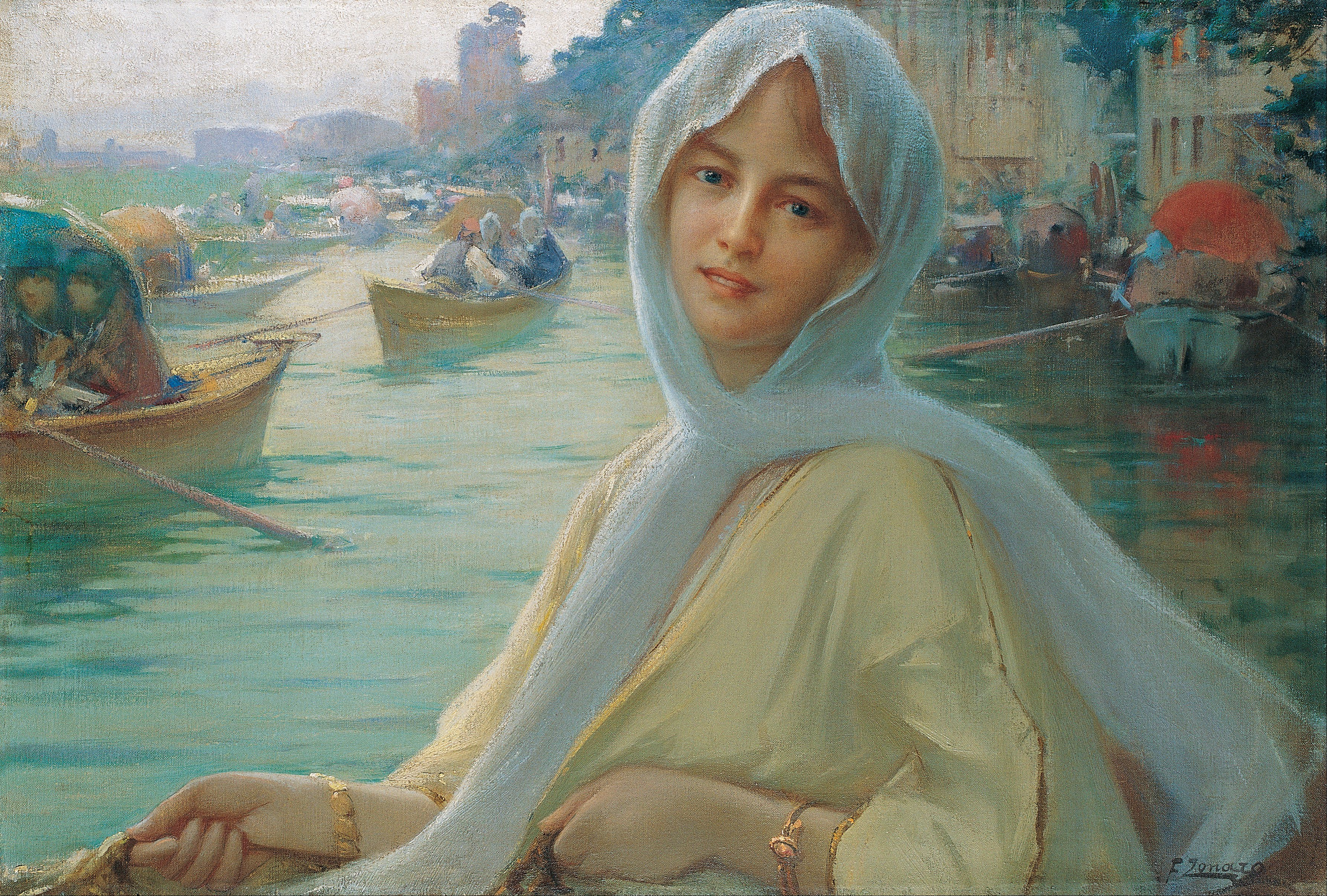
Sul Göksu.